# Jeremy Irvine
Jeremy Irvine (1 juli 1990) is een Britse acteur die bekend werd door zijn rol in de film War Horse.